# Contea di Greenville
La contea di Greenville (in inglese Greenville County) è una contea dello Stato della Carolina del Sud, negli Stati Uniti. La popolazione al censimento del 2000 era di 395 357 abitanti. Il capoluogo di contea è Greenville.

## Geografia
La contea si trova nel nord-ovest dello Stato, al confine con la Carolina del Nord. Al 2020, era la contea con il maggior numero di abitanti dello Stato. La parte settentrionale si trova nel territorio della catena Blue Ridge degli Appalachi, mentre il resto della contea si colloca nella regione dell'altopiano del Piedmont. Il fiume Saluda costituitsce il confine ovest.

### Contee confinanti
- Contea di Henderson (Carolina del Nord) - nord
- Contea di Polk (Carolina del Nord) - nord-est
- Contea di Spartanburg - est
- Contea di Laurens - sud-est
- Contea di Abbeville - sud
- Contea di Anderson - sud-ovest
- Contea di Pickens - ovest
- Contea di Transylvania (Carolina del Nord) - nord-ovest

## Storia
L'area era abitata dai nativi Cherokee prima dell'arrivo dei coloni. La contea fu creata nel 1786 e probabilmente deve il suo nome al suo aspetto. Secondo altre fonti, il nome sarebbe in onore del comandante Nathaniel Greene.

## Comuni

### Cities
- Fountain Inn
- Greenville (capoluogo)
- Greer
- Mauldin
- Simpsonville
- Travelers Rest

### Census-designated places
- Berea
- Caesars Head
- City View
- Conestee
- Dunean
- Five Forks
- Gantt
- Golden Grove
- Judson
- Parker
- Piedmont
- Sans Souci
- Slater-Marietta
- Taylors
- The Cliffs Valley
- Tigerville
- Wade Hampton
- Ware Place
- Welcome